# Weberstraße 31 (Quedlinburg)

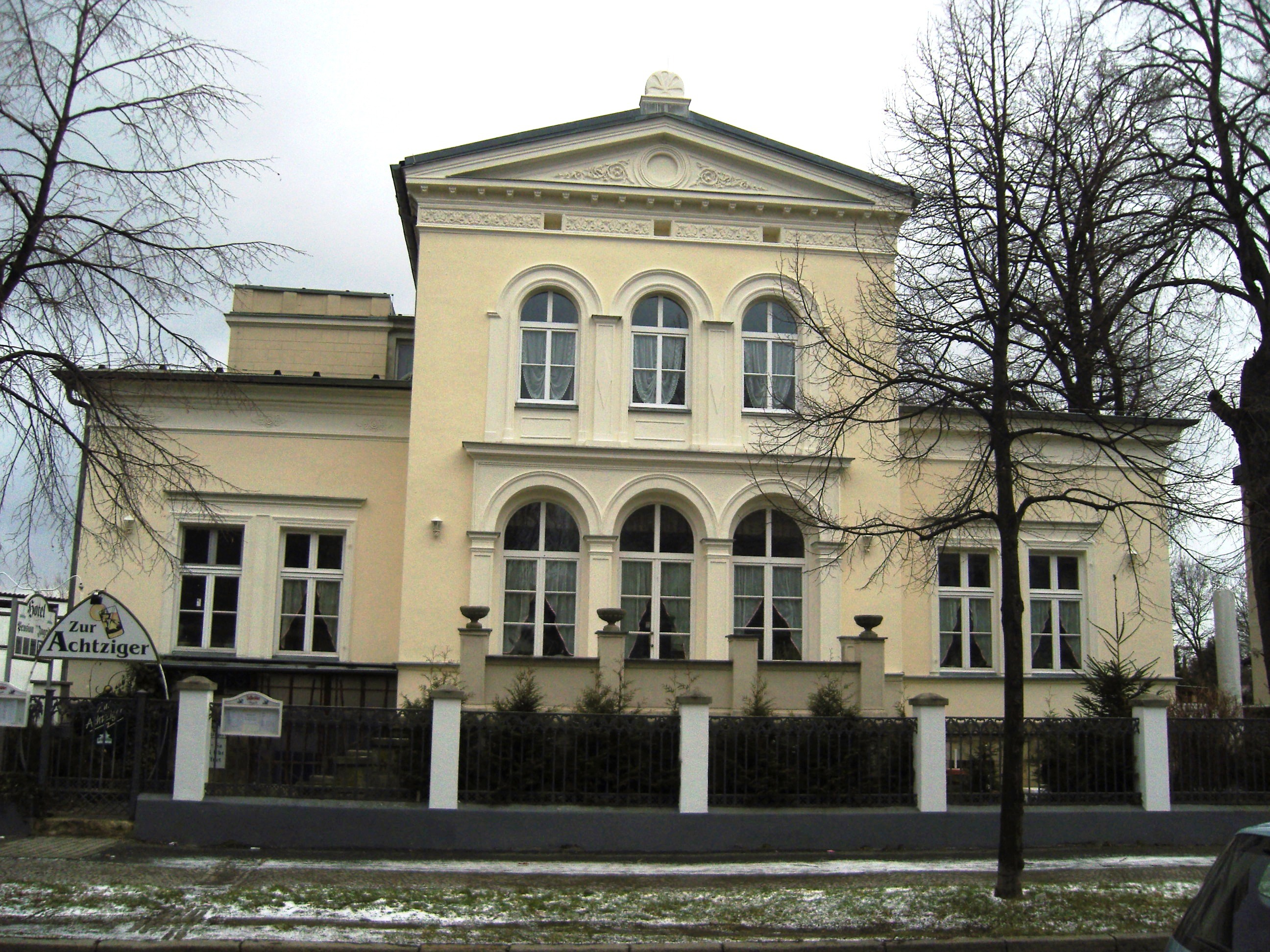
Haus Weberstraße 31

Das Haus Weberstraße 31 ist ein denkmalgeschütztes Gebäude in der Stadt Quedlinburg in Sachsen-Anhalt.

## Lage
Es befindet sich im nördlichen Teil der historischen Quedlinburger Neustadt. Im Quedlinburger Denkmalverzeichnis ist es als Villa eingetragen.

## Architektur und Geschichte
Die Villa entstand in der zweiten Hälfte des 19. Jahrhunderts im Stil des Spätklassizismus. Der verputzte Bau wird auf seiner zur Straße ausgerichteten Westseite von einem deutlich hervorgehobenen Mittelrisalit geprägt, der von einem Giebel bekrönt wird. Die Fassade ist reich gegliedert. Auf der Nordseite befindet sich ein Turm.
Der Vorgarten des Anwesens wird durch einen gusseisernen, in neogotischem Stil gestalteten Zaun umfriedet.